# Enrique Aristeguieta Gramcko
Pour les articles homonymes, voir Aristeguieta.
Enrique Aristeguieta Gramcko est un homme politique vénézuélien.

## Biographie
Ancien député, il a été vice-ministre des Relations intérieures sous Luis Herrera Campins. Durant les années 1950, il contribue à faire partir du pouvoir Marcos Pérez Jiménez.
Il est arrêté en 2018.